# Orontes IV
Orontes IV (en grec antic Ορόντης 'Oróntes') va ser sàtrapa o rei d'Armènia segurament del 212 aC al 200 aC. Una inscripció descoberta a Armavir confirma l'existència d'aquest rei i del seu final tràgic, i esmenta també al seu germà Mithres, gran sacerdot del temple del Sol i la Lluna d'Armavir.
Estrabó diu que va ser el darrer príncep que va governar a Armènia abans de la divisió del país per Antíoc III el Gran entre dos oficials seus, Artàxies i Zariadris. Se'l considerava un descendent d'Hidarnes, un dels set conspiradors i assassins de Smerdis de Pèrsia.
Era probablement fill d'Arsames d'Armènia (sàtrapa o rei d'Armènia del 243 aC a 226 aC) i germà de Xerxes d'Armènia (sàtrapa o rei 226 aC a 212 aC) i d'Abdisar d'Armènia, que va governar breument potser el 212 aC però Antioquis, vídua de Xerxes, al que havia matat, va entregar el país al seu germà Antíoc III el Gran que va enviar dos generals que van acabar dominant el país (vegeu Artaxes I d'Armènia i Zariadris d'Armènia Sofene)
Cyrille Toumanoff estima que Moises de Khorene en la seva història, té un eco del regnat d'Orontes en els germans Ervand i Ervaz (situant el seu regnat després d'un rei anomenat Sanatruk, assassí dels fills d'un rei anomenat Abgar, que abusivament el qualifica de rei d'Armènia. El rei Ervand de Moises de Khoren hauria transferit la seva capital d'Armavir a Ervandaixat (aquest trasllat és confirmar per l'arqueologia) i que va ser mort per un pretendent de nom Artaxes que correspondria a l'Artàxies o Artaxes de la història d'Orontes IV. L'altre germà, Ervaz, hauria estat gran sacerdot d'una població anomenada Bagaran, dedicada als déus Aramazd, Anahit i Vahagn. Toumanoff per tant el fa fill d'Arsames d'Armènia i germà de Xerxes (igual que a Abdisares). Després de la mort de Xerxes el país hauria passat a l'Imperi Selèucida però els dos germans de Xerxes s'haurien erigit en reis: un a la Sofene i un altre a Armavir. La capital, amb Commagena hauria quedat en mans d'Antioquis i els selèucides. Abdisar hauria estat eliminat aviat pels generals selèucides deixant el lloc a Zariadris d'Armènia Sofene, però Orontes IV, tot i perdre Armavir, hauria resistit juntament amb el seu germà Mithres, gran sacerdot i segurament influent en el país, fins que el general Artaxes el va poder matar i amb això liquidar la revolta. Toumanoff pensa fins i tot que Artàxies era un membre de la família dels oròntides i estava llunyanament emparentat a Orontes IV. Si com creu Toumanoff el germà Mithres es va arribar a proclamar rei, ja és qüestió d'opinions més que de fets.